# الترميز القانوني
الترميز القانوني (Legal coding) هو عملية إنشاء ملخص أو بيانات كلمات رئيسية من مستند. ويستخدم على نطاق واسع في المهن القانونية لإنشاء فهرس بحث سريع أو قاعدة بيانات للمستندات لاستخدامها في التقاضي.

## تعريفات الترميز الموضوعي
- تسجيل البيانات الأساسية من الوثائق إلى قاعدة البيانات مثل التاريخ ، المؤلف، أو نوع الوثيقة.
- استخراج المعلومات من الوثائق الإلكترونية مثل تاريخ الإنشاء ، مستلم المؤلف، وربط كل صورة بالمعلومات في حقول موضوعية محددة مسبقًا.
- استخراج هذه المعلومات من مستند كمؤلفه وتاريخه البريدي وما إلى ذلك. ويتم الترميز الموضوعي عادة من نص المستند أو الصورة ، لأن البيانات الوصفية قد تكون غير دقيقة.